# Chiesa di San Giuseppe (Crema)
La chiesa della congregazione di san Giuseppe era un luogo di culto cattolico situata in via Frecavalli, nel centro storico di Crema.

## Storia
La congregazione dei falegnami e dei muratori fu fondata nel 1500 dedicandola a San Giuseppe i cui membri, inizialmente, si riunivano presso l’arcidiacono del duomo Francesco Pesaro; aumentati di numero, grazie a lasciti ed elemosine decisero di costruire una loro chiesa per riunirsi. Fu conclusa nel 1529.
Secondo il Benvenuti vi lavorò Aurelio Buso che dipinse alle pareti le scene della vita di Maria Vergine.
Accanto alla chiesa vi dimoravano i padri cappuccini che vi rimasero fino alla costruzione del nuovo convento nel 1575; a loro spettava il compito dell'assistenza spirituale dei condannati a morte.
Nel 1579 vi celebravano i frati della chiesa di San Bernardino degli Osservanti grazie ad un lascito di Damicella Vimercati; proprio in quell’anno i membri della congregazione accolsero il visitatore apostolico Castelli al quale fu mostrata la regola; il prelato rilevò che non era stata approvata dall'ordinario e intimò ai congreghi di provvedervi; deliberò, inoltre, la sanzione di 4 scudi per chi avesse bevuto o mangiato in chiesa.
Nella Storia di Crema del Benvenuti è narrata analiticamente una cronaca del 1751 (ripresa dal diarista Bernardo Nicola Zucchi, priore del convento di Sant'Agostino) che vide coinvolto anche questo luogo: a causa della scarsità del raccolto di grano la ricerca era molto superiore all'offerta e quel poco disponibile era molto costoso, da cui un certo malcontento nelle classi meno abbienti che portò alla nascita di tumulti. I malumori proseguirono a lungo da cui la richiesta del podestà Lorenzo Orio di un intervento da Venezia; un doppio arrivo dell'inquisitore Vettore da Mosto con tanto di compagnia di cappelletti al suo seguito non fu risolutivo a placare gli animi e indagare sulle cause, ma, piuttosto, l'incaricato utilizzò la repressione quale mezzo di mantenimento dell'ordine pubblico. L'apice di questa severità avvenne quando il 6 luglio impiantò un tribunale, fece giungere tre carcerati considerati tra i più facinorosi, Fermo Ponzoni, Battista Rossi e Giuseppe Martinetti, che li giudicò ribelli e ai quali comminò la sentenza inappellabile della condanna a morte per impiccagione. I tre malcapitati furono condotti e rinchiusi nella chiesa di San Giuseppe dove vennero raggiunti dai padri cappuccini per offrire loro assistenza spirituale. Il giorno dopo i condannati furono portati sulla piazza della caserma della Casazza ove avvenne l’esecuzione. Infine, il successivo 11 luglio Da Mosto convocò sempre in questa chiesa un centinaio di persone dove comunicò loro le nuove regole del mercato dei grani, tutte a favore dei possidenti. Pochi giorni dopo giunse un nuovo inquisitore, Alvise Pisani, che operò con metodi di compromesso e riconciliazione al contrario del Da Mosto.
Per effetti dei decreti napoleonici la chiesa venne chiusa nel 1810 e demolita su istanza di Giovanni Occhioni nel 1869 per costruire un'abitazione.	

## Caratteristiche
Il rilievo effettuato prima della demolizione è parziale, poiché è privo del frontone apicale, tuttavia rende l'idea delle caratteristiche estetiche dell'edificio che possedeva due pilastri laterali, probabilmente in cotto, mentre l'ordine centrale era rivestito con bugne.
Un intervento successivo, settecentesco, rinnovò la parte superiore al portale, con una sopraporta e l’aggiunta di una trabeazione ricurva, affiancata da vasi.